# Slordax: The Unknown Enemy
Slordax: The Unknown Enemy — шутер с вертикальной прокруткой, разработанный и изданный компанией Softdisk в 1991 году. Вскоре после создания игры её разработчики ушли из компании и основали id Software. Slordax продавалась компанией Softdisk в составе сборника The Lost Game Collection of ID Software вместе с несколькими играми, созданными id Software по контракту с Softdisk.

## Игровой процесс
Игрок проходит пять этапов, уничтожая врагов, избегая ловушек и собирая бонусы. Когда игрок достигает конечной точки этапа, все враги на экране должны быть уничтожены, чтобы перейти к следующему этапу. Игрок начинает с одной проекции выстрела и двух жизней. Когда корабль игрока уничтожен, теряется жизнь, а огневая мощь корабля сбрасывается до одного выстрела. После того, как все пять этапов пройдены, игра возвращается к первому этапу.

## Сюжет
Семь столетий назад Слордакс вели войну, которая длилась сто лет, пока они пытались завоевать вселенную. В настоящее время Межгалактический оборонный альянс (IDA) считает, что Слордакс вернется и начнет новую разрушительную войну. IDA отправляет пилота-истребителя на адаптивном ударном корабле RedDog для уничтожения вражеских баз в галактике Слордиан, прежде чем Слордакс сможет собрать свои силы.

## Разработка
Игра разрабатывалась примерно в 1990 году одновременно с разработкой игры Shadow Knights. В то же время команда разрабатывала в нерабочее время игру Commander Keen in Invasion of the Vorticons с использованием компьютеров Softdisk. Slordax была первой игрой, в которой использовался Tile Editor v1.01